# Gustav Karsten

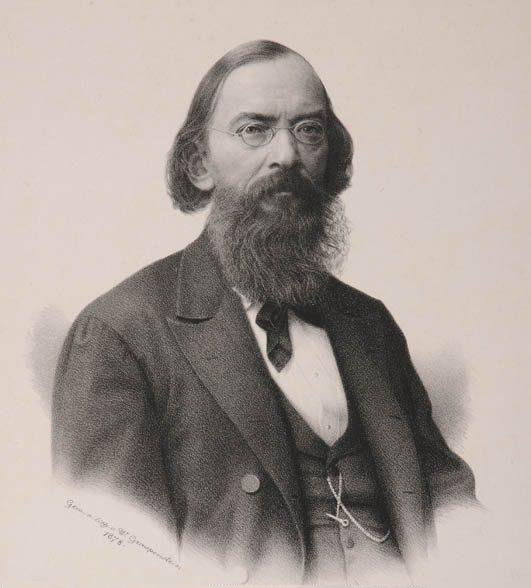
Gustav Karsten, Porträt von Friedrich Wilhelm Graupenstein, 1878, Lithographie, Schleswig-Holsteinische Landesbibliothek

Gustav Karsten (* 24. November 1820 in Berlin; † 16. März 1900 in Kiel) war ein deutscher Mineraloge und Physiker. Er wirkte als Hochschullehrer und Politiker in Kiel.

## Leben
Gustav Karsten (Nr. 7-2-5 der mit seinem Urgroßvater beginnenden Geschlechtszählung) war Sohn des Berliner Mineralogen Carl Karsten und studierte Mathematik und Naturwissenschaften. Er habilitierte sich 1845 an der Friedrich-Wilhelms-Universität Berlin. 1847 wurde er a. o. Professor für Mineralogie, Geologie, physische Geographie und Physiker an der Christian-Albrechts-Universität Kiel (CAU) und 1852 o. Professor für Mineralogie und Physik. Er war hauptsächlich Physiker, hielt aber auch Vorlesungen über Mineralogie und vermehrte die mineralogische Sammlung der Universität. Zu seinen Forschungsgebieten gehörte die Meeresphysik. Der spätere Anthropologe und Ethnologe Franz Boas war Doktorand von Karsten.
1859 machte man Karsten zum Direktor des Eichwesens für die Elbherzogtümer. 1859/60, 1860/61, 1864/65 und 1890/91 war er Rektor der CAU. 1869 wurde Karsten in die kaiserliche Normaleichungskommission berufen. Die von ihm in den Elbherzogtümern eingeführte Organisation des Eichwesens wurde später auf die neuen Einrichtungen im Deutschen Reich übertragen. Karsten war geschäftsführendes Mitglied der 1870 eingesetzten Preußischen Kommission zur wissenschaftlichen Untersuchung der deutschen Meere. Er befasste sich mit den Planungen des später nach Wilhelm I. benannten Nord-Ostsee-Kanals. 1894 wurde er emeritiert.
Als Mitglied der Freimaurerloge Alma an der Ostsee in Kiel war er zeitweise ihr Meister vom Stuhl. Im Jahr 1858 wurde er zum Mitglied der Leopoldina gewählt.
Er war 1845 einer der Gründer der Deutschen Physikalischen Gesellschaft.
Karsten war Herausgeber einer Allgemeinen Encyclopädie der Physik, erschienen bei Leopold Voß.
Zu Karstens Doktoranden gehören Theodor Heinrich Behrens, Franz Boas und Georg Lüdeling.

## Politik
Von 1867 bis 1872 saß Karsten im Preußischen Abgeordnetenhaus.
Für die Fortschrittspartei war er von 1877 bis 1884 Mitglied des Deutschen Reichstages.

## Werke
- Lehrgang der mechanischen Naturlehre. Drei Bände, Kiel 1849–1853.
- Untersuchungen über das Verhalten der Auflösungen des reinen Kochsalzes in Wasser. Berlin 1846.
- Denkschrift über den großen norddeutschen Kanal. Kiel 1865.
- Beiträge zur Landeskunde der Herzogtümer Schleswig und Holstein. Zwei Bände, Berlin 1869 und 1872.